# 순환소수
순환소수(循環小數, repeating decimal
또는 recurring decimal)는 소수점 아래의 어떤 자리에서부터 0이 아닌 일정한 숫자의 배열이 끝없이 되풀이 되는 무한소수를 말한다. 예를 들어, {\displaystyle 0.4444...}와 같은 소수들을 말한다.

## 용어
- 순순환소수: {\displaystyle {\frac {1}{3}}=0.333\cdots }과 같이, 소수점 바로 아래부터 순환마디가 반복되는 소수를 말한다.
- 혼순환소수: {\displaystyle {\frac {1}{6}}=0.1666\cdots }과 같이, 소수점 바로 아래부터 순환마디가 반복되지는 않지만, 일정 부분에서 순환마디가 반복되는 소수를 말한다.
- 순환마디: 순환소수에서 일정하게 되풀이 되는 한 부분을 말한다.단  순환마디 길이는 최소여야 한다. 예를 들어, {\displaystyle 0.333...}의 순환마디는 3이다.

## 순환소수 표현
{\displaystyle {\frac {1}{9}}=0.111\cdots =0.{\overline {1}}=0.{\dot {1}}}
{\displaystyle {\frac {1}{12}}=0.08333\cdots =0.08{\overline {3}}=0.08{\dot {3}}}
{\displaystyle {\frac {1}{15}}=0.0666\cdots =0.0{\overline {6}}=0.0{\dot {6}}}

## 표
| 분수 | 값        | 순환마디의 길이 | 분수 | 값                             | 순환마디의 길이 | 분수 | 값                        | 순환마디의 길이 |
| ---- | --------- | --------------- | ---- | ------------------------------ | --------------- | ---- | ------------------------- | --------------- |
| 1/2  | 0.5       | 0               | 1/17 | 0.0588235294117647             | 16              | 1/32 | 0.03125                   | 0               |
| 1/3  | 0.3       | 1               | 1/18 | 0.05                           | 1               | 1/33 | 0.03                      | 2               |
| 1/4  | 0.25      | 0               | 1/19 | 0.052631578947368421           | 18              | 1/34 | 0.02941176470588235       | 16              |
| 1/5  | 0.2       | 0               | 1/20 | 0.05                           | 0               | 1/35 | 0.0285714                 | 6               |
| 1/6  | 0.16      | 1               | 1/21 | 0.047619                       | 6               | 1/36 | 0.027                     | 1               |
| 1/7  | 0.142857  | 6               | 1/22 | 0.045                          | 2               | 1/37 | 0.027                     | 3               |
| 1/8  | 0.125     | 0               | 1/23 | 0.0434782608695652173913       | 22              | 1/38 | 0.0263157894736842105     | 18              |
| 1/9  | 0.1       | 1               | 1/24 | 0.0416                         | 1               | 1/39 | 0.025641                  | 6               |
| 1/10 | 0.1       | 0               | 1/25 | 0.04                           | 0               | 1/40 | 0.025                     | 0               |
| 1/11 | 0.09      | 2               | 1/26 | 0.0384615                      | 6               | 1/41 | 0.02439                   | 5               |
| 1/12 | 0.083     | 1               | 1/27 | 0.037                          | 3               | 1/42 | 0.0238095                 | 6               |
| 1/13 | 0.076923  | 6               | 1/28 | 0.03571428                     | 6               | 1/43 | 0.023255813953488372093   | 21              |
| 1/14 | 0.0714285 | 6               | 1/29 | 0.0344827586206896551724137931 | 28              | 1/44 | 0.0227                    | 2               |
| 1/15 | 0.06      | 1               | 1/30 | 0.03                           | 1               | 1/45 | 0.02                      | 1               |
| 1/16 | 0.0625    | 0               | 1/31 | 0.032258064516129              | 15              | 1/46 | 0.02173913043478260869565 | 22              |

1/n의 순환마디의 길이
0, 0, 1, 0, 0, 1, 6, 0, 1, 0, 2, 1, 6, 6, 1, 0, 16, 1, 18, 0, 6, 2, 22, 1, 0, 6, 3, 6, 28, 1, 15, 0, 2, 16, 6, 1, 3, 18, 6, 0, 5, 6, 21, 2, 1, 22, 46, 1, 42, 0, 16, 6, 13, 3, 2, 6, 18, 28, 58, 1, 60, 15, 6, 0, 6, 2, 33, 16, 22, 6, 35, 1, 8, 3, 1, ... (OEIS의 수열 A051626).
1/n의 순환마디
0, 0, 3, 0, 0, 6, 142857, 0, 1, 0, 09, 3, 076923, 714285, 6, 0, 0588235294117647, 5, 052631578947368421, 0, 047619, 45, 0434782608695652173913, 6, 0, 384615, 037, 571428, 0344827586206896551724137931, 3, ... (OEIS의 수열 A036275).
1/(n번째 소수)의 순환마디의 길이
0, 1, 0, 6, 2, 6, 16, 18, 22, 28, 15, 3, 5, 21, 46, 13, 58, 60, 33, 35, 8, 13, 41, 44, 96, 4, 34, 53, 108, 112, 42, 130, 8, 46, 148, 75, 78, 81, 166, 43, 178, 180, 95, 192, 98, 99, 30, 222, 113, 228, 232, 7, 30, 50, 256, 262, 268, 5, 69, 28, ... (OEIS의 수열 A002371).
1/p의 순환마디의 길이가 n인 가장 작은 소수 p
3, 11, 37, 101, 41, 7, 239, 73, 333667, 9091, 21649, 9901, 53, 909091, 31, 17, 2071723, 19, 1111111111111111111, 3541, 43, 23, 11111111111111111111111, 99990001, 21401, 859, 757, 29, 3191, 211, ... (OEIS의 수열 A007138).
k/p가 n개의 서로 다른 사이클을 갖는 가
7, 3, 103, 53, 11, 79, 211, 41, 73, 281, 353, 37, 2393, 449, 3061, 1889, 137, 2467, 16189, 641, 3109, 4973, 11087, 1321, 101, 7151, 7669, 757, , 1231, ... (OEIS의 수열 A054471).

## 같이 보기
- 나타낼 때에는 다음과 같이 순환마디의 맨 처음 부분과 맨 마지막 부분 위에 점을 붙여 표시한다.[1]
  - 0.333333⋯=0.3˙
  - 0.1624624624⋯=0.16˙24˙
  - 0.34343434⋯=0.3˙4˙  한국에서는 위와 같은 점찍는 방법을 사용[2]하고 있지만, 표기법이 세계적으로 통일된 게 아니라서 나라별로 약간씩 차이가 있다. 다음 방법들도 사용된다.
  - 순환마디 위나 아래에 줄긋기  71=0.142857=0.142857[3]
  - 순환마디를 괄호로 감싸기  0.(142857)
  - 순환마디 위에 호를 그리기  5567=1.2 ;⌢18   참고로 중등교육에서는 순환소수와 유한소수를 별개의 것으로 분리해서 가르치지만, n진법까지 고려한 소수 표현의 일반화를 고려하면 유한소수는 순환소수 중 순환마디가 0으로 반복되는 특수한 사례로 보는 게 더 타당하다. 보통은 순환마디가 0인 혼순환소수이지만, 정수라면 순환마디가 0인 순순환소수라고 생각할 수 있다.  반면에 순환소수